# Cerco de Dublim (1649)
‎
O Cerco de Dublim aconteceu em 1649 durante as Guerras Confederadas Irlandesas. Foi uma tentativa fracassada de forças monarquistas e confederadas irlandesas combinadas de capturar a capital Dublim, que estava sob controle das forças republicanas inglesas sob o comando de Michael Jones. Era parte de uma estratégia do Duque de Ormonde, chefe de uma aliança leal a Carlos II, de tomar o ponto de apoio remanescente da Irlanda, ainda sob o controle do Parlamento de Londres.
O cerco foi abandonado depois de uma derrota decisiva na Batalha de Rathmines, seguida logo depois pela chegada de Oliver Cromwell e novos reforços.